# 김동진 (1983년)
김동진(金東珍, 1983년 4월 17일~ )은 대한민국의 전직 스타크래프트 프로게이머이자 프로게임단 코치였다. ArtOfTerran라는 아이디를 사용하며, 종족은 테란이다. 현재 온게임넷 옵저버로 활동 중이다.

## 개요
2002년 하반기 삼성 칸에 입단하며 프로게이머 생활을 시작했다.
2004년 삼성 칸에서 헥사트론 드림팀(현 이스트로)으로 이적했다.
2006년 10월 10일 이지호 감독과 프로게이머 은퇴에 대한 합의를 마무리하고 코치로 보직을 변경했다.
2008년 군복무로 인해 코치직을 사임했다.
2010년 군목부를 마치고 2015년 현재까지 온게임넷 옵저버로 활동하고 있다.

## 수상 경력

#### 개인 경력
- 2003년 벼룩시장배 스타리그 우승
- 2004년 스프리스 MBC게임 스타리그 16강
- 2004년 당신은골프왕배 MBC게임 스타리그 16강
- 2005년 스카이 프로리그 2005 올스타전 MVP

#### 코치 경력
- 2006년 이스포츠대상 페어플레이상 수상 (스타크래프트 팀)
- 2007년 제2회 KeSPA컵 스타크래프트부문 공동 3위